# Като Хісасі
Като Хісасі (яп. 加藤 久, нар. 24 квітня 1956, Міяґі —) — японський футболіст, що грав на позиції захисника.

## Клубна кар'єра
Грав за команду Верді Кавасакі, Сімідзу С-Палс.

## Виступи за збірну
Дебютував 1978 року в офіційних матчах у складі національної збірної Японії. У формі головної команди країни зіграв 61 матчі.

## Статистика
Статистика виступів у національній збірній.
| Збірна Японії | Збірна Японії | Збірна Японії |
| Роки          | Ігри          | голи          |
| ------------- | ------------- | ------------- |
| 1978          | 5             | 1             |
| 1979          | 0             | 0             |
| 1980          | 3             | 0             |
| 1981          | 8             | 1             |
| 1982          | 8             | 0             |
| 1983          | 7             | 1             |
| 1984          | 6             | 1             |
| 1985          | 8             | 0             |
| 1986          | 5             | 0             |
| 1987          | 11            | 2             |
| Усього        | 61            | 6             |

## Титули і досягнення
- Чемпіон Японії (7):

«Верді Кавасакі»: 1983, 1984, 1986-87, 1990-91, 1991-92, 1993, 1994
- Володар Кубка Імператора Японії (3):

«Верді Кавасакі»: 1984, 1986, 1987
- Володар Кубка Джей-ліги (1):

«Верді Кавасакі»: 1992